# ソープションポンプ
ソープションポンプ (Sorption Pump) は真空ポンプの一種で、多孔質の吸着剤を液体窒素で冷却し、気体分子を物理吸着させて排気するものである。吸着剤としてはモレキュラーシーブ(人工ゼオライト)や活性炭などが用いられる。機械的な動作部分が無いため、油蒸気などはよく除去できるが、物理吸着を利用するため、水素分子、ヘリウム、ネオンなどはほとんど除去することができない。そのため、先に別のポンプで排気した後にソープションポンプを用いないと、これら希ガス類などが残ってしまい、期待されるほどの真空は得られない。
また、吸着剤に吸着した気体分子は、未使用時に常温に戻して放出してやらねばならない。この際、水分子は特に強く吸着されているため、400 K 程度の加熱が必要である。この加熱の際には大量の気体分子がソープションポンプから放出されるので、排気経路の確保が重要であり、密閉したままの加熱は非常に危険である。